# رسلان ماجيدوف
رسلان ماجيدوف (بالأذرية: Ruslan Məcidov) هو لاعب كرة قدم أذربيجاني في مركز حراسة المرمى، ولد في 22 أغسطس 1985 في باكو في أذربيجان. شارك مع منتخب أذربيجان تحت 21 سنة لكرة القدم ومنتخب أذربيجان لكرة القدم. أما مع النوادي، فقد لعب مع أنجي محج قلعة وسبارتاك موسكو ونادي سومقاييت ونادي غسترش فولاد ونادي كاباز ونادي نيفتشي باكو وويدزي لودز.

## وصلات خارجية
- رسلان ماجيدوف على موقع قاعدة بيانات كرة القدم.إي يو (الإنجليزية)
- رسلان ماجيدوف على موقع ناشيونال فوتبول تيمز (الإنجليزية)
- رسلان ماجيدوف على موقع Soccerway.com (الإنجليزية)